# Corynomalus auronitens
Corynomalus auronitens es una especie de coleóptero de la familia Endomychidae.

## Distribución geográfica
Habita en Nicaragua.